# Simtek S941
Der Simtek S941 war ein Formel-1-Rennwagen, gebaut und eingesetzt 1994 vom britischen Team Simtek.

## Entwicklungsgeschichte und Technik
Der junge Engländer Nick Wirth nahm ein erhebliches finanzielles Risiko auf sich, als er 1994 mit seinem Rennstall Simtek in die Formel 1 einstieg. Unterstützt wurde das Team vom dreimaligen Weltmeister Jack Brabham, der mit seinem Engagement seinem jüngsten Sohn David ein Formel-1-Cockpit verschaffte.
Der Simtek S941 war der erste Formel-1-Rennwagen des Teams. Angetrieben wurde das Fahrzeug von einem V8-Zylinder-Motor der Ford-Cosworth-HB-Serie. Das herkömmliche 6-Gang-Getriebe von Xtrac wurde Mitte der Saison durch eine Halbautomatik ersetzt. Der S941 war schmal und die relativ hohe Nase und der Frontflügel sorgten für eine gute Anströmung des Hinterwagens.

## Renngeschichte
Dennoch war der Wagen aerodynamisch problematisch. Der Österreicher Roland Ratzenberger, der für sechs Rennen bei Simtek unterschrieben hatte und beim Großen Preis des Pazifiks sein Debüt gab, verunglückte beim Training zum Großen Preis von San Marino in Imola tödlich.
Während des Qualifikationstrainings am Samstag fuhr Ratzenberger bei der Schikane Acque Minerale über eine Randkante und beschädigte dabei den Frontflügel des S941. Eine Runde später verlor er bei etwa 320 km/h diesen Flügel, wonach er das Auto nicht mehr kontrollieren konnte. Ratzenberger prallte mit hohem Tempo gegen eine Mauer und starb durch einen Genickbruch.
Nur wenige Wochen später hatte der für Ratzenberger ins Team gekommene Andrea Montermini einen schweren Unfall in Barcelona. Diesmal blieb die Ursache unklar. Aber nach einem weiteren heftigen Unfall von Brabham beim Testen in Silverstone wurde genauere Ursachenforschung betrieben: Der Wagen hatte beim harten Fahren über Randsteine teilweise an Anpressdruck verloren, abgehoben und sich seitlich überschlagen. Der nachfolgende Umbau beseitigte dieses Problem größtenteils und der Wagen wurde sicherer.
Obwohl das Design grundsätzlich als gelungen galt, waren mit dem S941 keine großen Erfolge möglich. Das lag einerseits am tragischen Tod von Ratzenberger und den Grundfragen der Aerodynamik des Boliden. Anderseits hatte ein kleines Privatteam 1994 so gut wie keine Chance gegen die großen Teams der Formel 1. Der S941 konnte in der zweiten Saisonhälfte mangels nötiger Testtage nicht mehr weiterentwickelt werden.
Während Brabham die gesamte Saison bestritt, wurde das zweite Cockpit an Piloten mit viel Sponsorgeld vergeben. Nach Montermini kamen Jean-Marc Gounon, Domenico Schiattarella und Taki Inoue ins Team. Gounon holte mit dem neunten Rang beim Großen Preis von Frankreich die beste Platzierung des S941 in der Saison 1994.
Das Nachfolgemodell für die Saison 1995 war der Simtek S951.

## Statistik

### Ergebnisse
| Fahrer                          | Nr.                             | 1   | 2   | 3   | 4   | 5   | 6  | 7   | 8  | 9   | 10  | 11  | 12  | 13  | 14  | 15  | 16  | Punkte | Rang |
| ------------------------------- | ------------------------------- | --- | --- | --- | --- | --- | -- | --- | -- | --- | --- | --- | --- | --- | --- | --- | --- | ------ | ---- |
| Formel-1-Weltmeisterschaft 1994 | Formel-1-Weltmeisterschaft 1994 |     |     |     |     |     |    |     |    |     |     |     |     |     |     |     |     | –      | 13.  |
| D. Brabham                      | 31                              | 12  | DNF | DNF | DNF | 10  | 14 | DNF | 15 | DNF | 11  | DNF | DNF | DNF | DNF | 12  | DNF | –      | 13.  |
| R. Ratzenberger                 | 32                              | DNQ | 11  | DNS |     |     |    |     |    |     |     |     |     |     |     |     |     | –      | 13.  |
| A. Montermini                   | 32                              |     |     |     |     | DNQ |    |     |    |     |     |     |     |     |     |     |     | –      | 13.  |
| J. Gounon                       | 32                              |     |     |     |     |     |    | 9   | 16 | DNF | DNF | 11  | DNF | 15  |     |     |     | –      | 13.  |
| D. Schiattarella                | 32                              |     |     |     |     |     |    |     |    |     |     |     |     |     | 19  |     | DNF | –      | 13.  |
| T. Inoue                        | 32                              |     |     |     |     |     |    |     |    |     |     |     |     |     |     | DNF |     | –      | 13.  |

| Legende  | Legende            | Legende                                                          |
| Farbe    | Abkürzung          | Bedeutung                                                        |
| -------- | ------------------ | ---------------------------------------------------------------- |
| Gold     | –                  | Sieg                                                             |
| Silber   | –                  | 2. Platz                                                         |
| Bronze   | –                  | 3. Platz                                                         |
| Grün     | –                  | Platzierung in den Punkten                                       |
| Blau     | –                  | Klassifiziert außerhalb der Punkteränge                          |
| Violett  | DNF                | Rennen nicht beendet (did not finish)                            |
| Violett  | NC                 | nicht klassifiziert (not classified)                             |
| Rot      | DNQ                | nicht qualifiziert (did not qualify)                             |
| Rot      | DNPQ               | in Vorqualifikation gescheitert (did not pre-qualify)            |
| Schwarz  | DSQ                | disqualifiziert (disqualified)                                   |
| Weiß     | DNS                | nicht am Start (did not start)                                   |
| Weiß     | WD                 | zurückgezogen (withdrawn)                                        |
| Hellblau | PO                 | nur am Training teilgenommen (practiced only)                    |
| Hellblau | TD                 | Freitags-Testfahrer (test driver)                                |
| ohne     | DNP                | nicht am Training teilgenommen (did not practice)                |
| ohne     | INJ                | verletzt oder krank (injured)                                    |
| ohne     | EX                 | ausgeschlossen (excluded)                                        |
| ohne     | DNA                | nicht erschienen (did not arrive)                                |
| ohne     | C                  | Rennen abgesagt (cancelled)                                      |
| ohne     | keine WM-Teilnahme |                                                                  |
| sonstige | P/fett             | Pole-Position                                                    |
| sonstige | 1/2/3/4/5/6/7/8    | Punktplatzierung im Sprint-/Qualifikationsrennen                 |
| sonstige | SR/kursiv          | Schnellste Rennrunde                                             |
| sonstige | *                  | nicht im Ziel, aufgrund der zurückgelegten Distanz aber gewertet |
| sonstige | ()                 | Streichresultate                                                 |
| sonstige | unterstrichen      | Führender in der Gesamtwertung                                   |